# Đại hội FIFA lần thứ 51
Đại hội FIFA lần thứ 51 đã được tổ chức từ ngày 6 đến ngày 8 tháng 6 năm 1998, tại hội trường đại hội Equinox ở Paris, Pháp, ngay trước khi bắt đầu của Giải vô địch bóng đá thế giới 1998. Đó là cuộc họp định kỳ 2 năm một lần của cơ quan quản lý bóng đá quốc tế của FIFA, kể từ năm 1998 đại hội đã được tổ chức hàng năm. Đại hội đã chứng kiến cuộc bầu cử của Joseph "Sepp" Blatter với tư cách là Chủ tịch FIFA lần thứ 8, người kế nhiệm João Havelange. Havelange đã giữ chức chủ tịch kể từ năm 1974.

## Bầu cử chủ tịch năm 1998
Bỏ phiếu cho cuộc bầu cử chủ tịch mất hơn ba giờ, với quản trị viên bóng đá Thụy Điển và chủ tịch của cơ quan quản lý bóng đá châu Âu UEFA Lennart Johansson được coi là yêu thích để giành chiến thắng. Đối thủ của Johansson là giám đốc điều hành bóng đá người Đức gốc Thụy Sĩ Joseph "Sepp" Blatter, người trước đây là giám đốc điều hành của hãng sản xuất đồng hồ Thụy Sĩ Longines và từng giữ chức tổng thư ký FIFA kể từ năm 1981. Bỏ phiếu vòng 1 trong cuộc bầu cử đã không tạo ra một người chiến thắng rõ ràng, với Blatter nhận được 111 phiếu bầu so với 80 của Johansson, nhưng Johansson đã thừa nhận bại trận.

### Kết quả bỏ phiếu
| Đại hội FIFA lần thứ 51 Ngày 8 tháng 6 năm 1998 – Paris, Pháp |        |         |
| Người ứng cử                                                  | Vòng 1 | Vòng 2  |
| Sepp Blatter                                                  | 111    | Vô địch |
| Lennart Johansson                                             | 80     | Rút lui |